# Tim Pütz
Tim Pütz (ur. 19 listopada 1987 we Frankfurcie nad Menem) – niemiecki tenisista, reprezentant kraju w Pucharze Davisa, zwycięzca French Open 2023 w grze mieszanej, olimpijczyk z Tokio (2020) i Paryża (2024).

## Kariera tenisowa
W zawodowym gronie tenisistów Pütz wygrał dziesięć turniejów rangi ATP Tour w grze podwójnej z dwudziestu jeden osiągniętych finałów.
W 2023 roku odniósł zwycięstwo w mikście podczas French Open, partnerując Miyu Katō, z którą w finale pokonał parę Bianca Andreescu–Michael Venus 4:6, 6:4, 10–6.
Od września 2017 reprezentuje Niemcy w Pucharze Davisa uczestnicząc w meczach deblowych.
Olimpijczyk z Tokio (2020) i Paryża (2024). W Tokio doszedł do drugiej rundy debla, a w Paryżu do ćwierćfinału, w obu turniejach grając w parze z Kevinem Krawietzem.
W rankingu gry pojedynczej najwyżej był na 163. miejscu (2 lutego 2015), a w klasyfikacji gry podwójnej na 6. pozycji (17 lutego 2025).

### Finały w turniejach ATP Tour
| Legenda                                      |
| -------------------------------------------- |
| Wielki Szlem                                 |
| Igrzyska olimpijskie                         |
| Tennis Masters Cup / ATP Finals              |
| ATP Masters Series / ATP Tour Masters 1000   |
| ATP International Series Gold / ATP Tour 500 |
| ATP International Series / ATP Tour 250      |

#### Gra podwójna (10–11)
| Końcowy wynik | Nr  | Data              | Turniej            | Nawierzchnia  | Partner            | Przeciwnicy                          | Wynik finału       |
| ------------- | --- | ----------------- | ------------------ | ------------- | ------------------ | ------------------------------------ | ------------------ |
| Zwycięzca     | 1.  | 17 czerwca 2018   | Stuttgart          | Trawiasta     | Philipp Petzschner | Robert Lindstedt Marcin Matkowski    | 7:6(5), 6:3        |
| Zwycięzca     | 2.  | 5 maja 2019       | Monachium          | Ceglana       | Frederik Nielsen   | Marcelo Demoliner Divij Sharan       | 6:4, 6:2           |
| Zwycięzca     | 3.  | 2 maja 2021       | Estoril            | Ceglana       | Hugo Nys           | Luke Bambridge Dominic Inglot        | 7:5, 3:6, 10–3     |
| Zwycięzca     | 4.  | 23 maja 2021      | Lyon               | Ceglana       | Hugo Nys           | Pierre-Hugues Herbert Nicolas Mahut  | 6:4, 5:7, 10–8     |
| Zwycięzca     | 5.  | 18 lipca 2021     | Hamburg            | Ceglana       | Michael Venus      | Kevin Krawietz Horia Tecău           | 6:3, 6:7(3), 10–8  |
| Zwycięzca     | 6.  | 7 listopada 2021  | Paryż              | Twarda (hala) | Michael Venus      | Pierre-Hugues Herbert Nicolas Mahut  | 6:3, 6:7(4), 11–9  |
| Finalista     | 1.  | 13 lutego 2022    | Rotterdam          | Twarda (hala) | Lloyd Harris       | Robin Haase Matwé Middelkoop         | 6:4, 6:7(5), 5–10  |
| Zwycięzca     | 7.  | 26 lutego 2022    | Dubaj              | Twarda        | Michael Venus      | Nikola Mektić Mate Pavić             | 6:3, 6:7(5), 16–14 |
| Finalista     | 2.  | 12 czerwca 2022   | Stuttgart          | Trawiasta     | Michael Venus      | Hubert Hurkacz Mate Pavić            | 6:7(3), 6:7(5)     |
| Finalista     | 3.  | 19 czerwca 2022   | Halle              | Trawiasta     | Michael Venus      | Marcel Granollers Horacio Zeballos   | 4:6, 7:6(5), 12–14 |
| Finalista     | 4.  | 30 lipca 2022     | Kitzbühel          | Ceglana       | Michael Venus      | Pedro Martínez Lorenzo Sonego        | 7:5, 4:6, 8–10     |
| Finalista     | 5.  | 21 sierpnia 2022  | Cincinnati         | Twarda        | Michael Venus      | Rajeev Ram Joe Salisbury             | 6:7(4), 6:7(5)     |
| Finalista     | 6.  | 23 kwietnia 2023  | Monachium          | Ceglana       | Kevin Krawietz     | Alexander Erler Lucas Miedler        | 3:6, 4:6           |
| Finalista     | 7.  | 18 czerwca 2023   | Stuttgart          | Trawiasta     | Kevin Krawietz     | Nikola Mektić Mate Pavić             | 6:7(2), 3:6        |
| Zwycięzca     | 8.  | 30 lipca 2023     | Hamburg            | Ceglana       | Kevin Krawietz     | Sander Gillé Joran Vliegen           | 7:6(4), 6:3        |
| Finalista     | 8.  | 7 stycznia 2024   | Brisbane           | Twarda        | Kevin Krawietz     | Lloyd Glasspool Jean-Julien Rojer    | 6:7(3), 7:5, 10–12 |
| Finalista     | 9.  | 23 czerwca 2024   | Halle              | Trawiasta     | Kevin Krawietz     | Simone Bolelli Andrea Vavassori      | 6:7(3), 6:7(5)     |
| Zwycięzca     | 9.  | 21 lipca 2024     | Hamburg            | Ceglana       | Kevin Krawietz     | Fabien Reboul Édouard Roger-Vasselin | 7:6(8), 6:2        |
| Finalista     | 10. | 23 czerwca 2024   | US Open, Nowy Jork | Twarda        | Kevin Krawietz     | Max Purcell Jordan Thompson          | 4:6, 6:7(4)        |
| Zwycięzca     | 10. | 17 listopada 2024 | Turyn              | Twarda (hala) | Kevin Krawietz     | Marcelo Arévalo Mate Pavić           | 7:6(5), 7:6(6)     |
| Finalista     | 11. | 11 stycznia 2025  | Adelaide           | Twarda        | Kevin Krawietz     | Simone Bolelli Andrea Vavassori      | 6:4, 6:7(4), 9–11  |

#### Gra mieszana (1–0)
| Końcowy wynik | Nr | Data           | Turniej            | Nawierzchnia | Partnerka | Przeciwnicy                    | Wynik finału   |
| ------------- | -- | -------------- | ------------------ | ------------ | --------- | ------------------------------ | -------------- |
| Zwycięzca     | 1. | 8 czerwca 2023 | French Open, Paryż | Ceglana      | Miyu Katō | Bianca Andreescu Michael Venus | 4:6, 6:4, 10–6 |